# Virostatikum
Ein Virostatikum (auch Virustatikum; lateinisch virus und altgriechisch στάσις stasis „Stillstand“ oder antiviraler Wirkstoff genannt) ist ein Stoff, der die Vermehrung von Viren hemmt. Virostatika werden vielfach als Arzneistoffe in der Behandlung von durch Viren verursachten Infektionskrankheiten (Virusinfektionen) verwendet.

## Grundlagen
Viren haben keinen eigenen Stoffwechsel, was eine kausale Behandlung von viralen Infektionskrankheiten erschwert. Oft ist keine Behandlung notwendig, da Virusinfektionen häufig spontan ausheilen. Virostatika werden vor allem für solche Infektionen eingesetzt, bei denen das Immunsystem des Patienten alleine nicht zur Eradikation des Virus in der Lage ist. Ein Einsatz in der Breite ist derzeit unter Berücksichtigung des Nebenwirkungspotentiales und des Bestrebens, Resistenzbildung zu vermeiden, nicht vorgesehen. Die arzneilich eingesetzten Stoffe gegen Viren haben ausschließlich virostatische Wirkung. Das bedeutet, dass sie lediglich die Vermehrung der Viren durch verschiedene Wirkmechanismen verhindern. Viruzide Arzneimittel – also „Virus abtötende“ Arzneimittel – gibt es derzeit nicht, wohl aber viruzide Desinfektionsmittel.

## Entwicklung antiviraler Wirkstoffe
Da die Vermehrung der Viren im Inneren von normalen Zellen stattfindet und sich dort sehr eng an die zentralen biochemischen Zellmechanismen ankoppelt, müssen die in Frage kommenden antiviralen Wirkstoffe entweder das Eindringen der Virionen in die Wirtszellen verhindern, in den Zellstoffwechsel zum Nachteil der Virusvermehrung eingreifen oder nach einer möglichen Virusvermehrung in den Zellen das Austreten der neuen Viren aus den Zellen unterbinden.
Andererseits müssen diese gesuchten Wirkstoffe jedoch auch für den Körperstoffwechsel, den Zellverband und/oder den internen Zellstoffwechsel insgesamt verträglich sein, da sonst nicht nur beispielsweise die Virusvermehrung in den Zellen zum Erliegen kommt, sondern schlimmstenfalls auch das (Zell-)Leben des gesamten behandelten Organismus. Weil diese Bedingungen sehr schwer zu vereinbaren sind, sind die bisher entwickelten antiviralen Medikamente auch oft mit schweren Nebenwirkungsrisiken verbunden. Diese Gratwanderung stellte die Medizin vor schwierige Aufgaben, die bislang meist ungelöst blieben.
Verschärft wird die Entwicklung von effektiven antiviralen Wirkstoffen außerdem durch die Resistenzentwicklung von Seiten der zu bekämpfenden Viren gegenüber einem einmal gefundenen, brauchbaren Wirkstoff, zu der sie auf Grund ihres extrem schnell ablaufenden Vermehrungszyklus und der biochemischen Eigenart dieser Replikation gut in der Lage sind.

## Anwendung antiviraler Wirkstoffe
Ein Beispiel für einen sehr erfolgreichen Einsatz von Virostatika ist die moderne HIV-Therapie, die in der Lage ist, durch gezielte Wirkstoffkombinationen und ein strukturiertes Nebenwirkungsmanagement den Patienten über viele Jahre unter medizinischer Behandlung ein nahezu normales Leben zu ermöglichen. Die Überlebenszeit wird im Vergleich zu untherapierten Patienten oder Patienten mit „klassischer“ HIV-Therapie deutlich verlängert.

## Einteilung antiviraler Wirkstoffe
Virostatika haben unterschiedliche Angriffspunkte in den Vermehrungsstadien eines Virus:
- Verhinderung des Andockens der Viruspartikel an der Zellmembran des Wirtsorganismus
- Verhinderung des Eindringens in die Wirtszelle, Verhinderung des uncoating (Freisetzung von Kapsid und Genom aus der Virushülle)
- Störung/Hemmung der Synthese viraler Nukleinsäuren und Proteine (z. B. Kapsidproteine)
- Hemmung der Assemblierung (Zusammenfügung der synthetisierten Virusbestandteile zu neuen Viren)
- Unterdrückung der Freisetzung der neu gebildeten Viren aus der Wirtszelle

| Stadium für den virostatischen Angriff | Wirkstoffgruppe                         | Virostatisch wirksame Stoffe (Ziel-Virus) |
| Andocken (Adhäsion)                    | Entry-Inhibitoren                       | Ancriviroc, Aplaviroc, Cenicriviroc, Enfuvirtid, Fostemsavir, Maraviroc, Vicriviroc (HIV), FGI-106, LJ-001 |
| Eindringen, Uncoating                  | Penetrations-Inhibitoren                | Amantadin, Rimantadin (Influenza A) Pleconaril (Picornaviren) |
| Nukleinsäuresynthese, Proteinsynthese  | DNA-Polymerase-Inhibitoren              | - Nukleosidische + nukleotidische: Idoxuridin (HSV) Aciclovir, Brivudin, Famciclovir, Penciclovir, Sorivudin, Valaciclovir (HSV, VZV) Cidofovir, Brincidofovir, Ganciclovir, Valganciclovir, Vidarabin (CMV) - andere: Foscarnet (HSV, CMV) |
| Nukleinsäuresynthese, Proteinsynthese  | DNA/RNA-Polymerase-Inhibitoren          | Ribavirin, Taribavirin (HRSV, HCV und andere) Filibuvir, Nesbuvir, Sofosbuvir, Tegobuvir (HCV) Fosdevirin (HIV) |
| Nukleinsäuresynthese, Proteinsynthese  | RNA-Polymerase-Inhibitoren              | Baloxavirmarboxil, Favipiravir, JK-05 (Influenza A) Galidesivir (EboV) ERDRP-0519 (Masernvirus) Remdesivir (EboV, SARS-CoV-2) |
| Nukleinsäuresynthese, Proteinsynthese  | Reverse-Transkriptase-Inhibitoren       | - Nukleosidische (NRTI) und nukleotidische (NTRTI): Abacavir, Amdoxovir, Didanosin, Elvucitabin, Emtricitabin, Fosalvudintidoxil, Fozivudintidoxil, Stavudin, Zalcitabin, Zidovudin (HIV) Lamivudin, Lagociclovir, Tenofovir (HIV, HBV) Adefovir, Alamifovir, Clevudin, Entecavir, Pradefovir, Telbivudin (HBV) - Nichtnukleosidische (NNRTI): Delavirdin, Efavirenz, Emivirin, Etravirin, Lersivirin, Nevirapin, Rilpivirin (HIV) |
| Nukleinsäuresynthese, Proteinsynthese  | Inosinmonophosphat-Dehydrogenase-Hemmer | Merimepodib (HCV) |
| Nukleinsäuresynthese, Proteinsynthese  | Proteaseinhibitoren                     | - HIV-Proteaseinhibitoren: Amprenavir, Atazanavir, Brecanavir, Darunavir, Fosamprenavir, Indinavir, Lopinavir, Mozenavir, Nelfinavir, Ritonavir, Saquinavir, Tipranavir - HCV-Proteaseinhibitoren: Asunaprevir, Balapiravir, Boceprevir, Ciluprevir, Danoprevir, Grazoprevir, Narlaprevir, Paritaprevir, Telaprevir, Simeprevir, Vaniprevir - HRV-Proteaseinhibitoren: Rupintrivir                                                 |
| Nukleinsäuresynthese, Proteinsynthese  | Integrase-Inhibitoren                   | Elvitegravir, Dolutegravir, Raltegravir (HIV) |
| Nukleinsäuresynthese, Proteinsynthese  | Antisense-Oligonukleotide               | Fomivirsen (CMV) |
| Nukleinsäuresynthese, Proteinsynthese  | Rekombinasen                            | |
| Nukleinsäuresynthese, Proteinsynthese  | Helikase-Primase-Inhibitoren            | Amenamevir (HSV, VZV) |
| Nukleinsäuresynthese, Proteinsynthese  | NS5A-Inhibitoren                        | Daclatasvir, Elbasvir, Ombitasvir, Samatasvir (HCV) |
| Nukleinsäuresynthese, Proteinsynthese  | Cyclophilin-Inhibitoren                 | Alisporivir (HCV) |
| Assemblierung                          | Maturationsinhibitoren                  | Bevirimat (HIV), Tecovirimat (Pockenvirus) |
| Assemblierung                          | Terminase-Inhibitoren                   | Letermovir (CMV) |
| Freisetzung                            | Neuraminidase-Inhibitoren               | Laninamivir, Oseltamivir, Peramivir, Zanamivir (Influenza A, B) |

Neben solchen Stoffen, die unmittelbar in bestimmte Stadien der Virenvermehrung eingreifen und dabei primär virusspezifische Strukturen zum Ziel haben, gibt es Stoffe, die Strukturen des Wirts zum Ziel haben und über die Aktivierung spezifischer und unspezifischer immunologischer Abwehrmechanismen antiviral wirken.
Dazu zählen Zytokine wie das alpha-Interferon (IFN-α) und beta-Interferon (IFN-β), ferner monoklonale Antikörper (Immunglobuline wie das Varizella-Immungloblin) und andere immunmodulatorische Mittel wie z. B. Imiquimod und Resiquimod.